# Werner Lang (Fußballspieler)
Werner Lang (* 12. August 1924; † 17. März 1999) war ein deutscher Fußballspieler und -trainer. Der langjährige Mannschaftskapitän von Bremerhaven 93 absolvierte in der damals erstklassigen Oberliga Nord von 1948 bis 1960 310 Ligaspiele und erzielte als Abwehrspieler im WM-System 32 Tore. In der ewigen Rangliste der Oberliga Nord belegt er hinter Otmar Sommerfeld (362), Harald Stender (336) und den zwei einsatzgleichen Dragomir Ilic und Hans Hagenacker mit je 311 Oberligaeinsätzen den fünften Rang.

## Laufbahn

### Vereine, bis 1960
Mit dem Fußballspielen begonnen hat Werner Lang als Jugendlicher beim SC Plauen. Nach der Rückkehr aus britischer Kriegsgefangenschaft landete er zunächst in Lamstedt im Landkreis Cuxhaven, wo er sich sportlich als Handballer betätigte. Nach dem Umzug nach Bremerhaven schloss er sich dem dortigen TuS 1893 an und fand schnell wieder zum Fußball zurück. Nach kurzer Anlaufzeit schaffte er beim Aufsteiger in die Fußball-Oberliga Nord den Sprung in die erste Mannschaft. Am 28. November 1948 debütierte der gebürtige Vogtländer bei der 0:3-Auswärtsniederlage bei Concordia Hamburg auf Halbrechts in der Oberligaelf von Bremerhaven 93. Die 93er belegten am Rundenende mit 14:30 Punkten den 12. und letzten Platz und Lang hatte 13 Spiele mit zwei Toren absolviert. Holstein Kiel war im November 1948 aus der Liga ausgeschlossen worden und der Abstieg wurde ausgesetzt und die Staffel auf 16 Vereine aufgestockt. Bereits in seiner zweiten Oberligarunde, 1949/50, bestritt der laufstarke Mannschaftsspieler unter dem österreichischen Trainer Gustav Wieser alle 30 Ligaspiele für die „Weinroten“ und erzielte zum Erreichen des zehnten Platzes neun Tore.
Ab der Saison 1950/51 war Helmuth Johannsen für die Trainingsleitung des Vereins aus der Stadt an der Wesermündung zuständig. Mit seiner von Ernsthaftigkeit, Fachlichkeit und Korrektheit geprägten Arbeitsweise etablierte der spätere Bundesligatrainer die 93er im Mittelfeld der Oberliga Nord. Den technisch versierten, ungemein einsatzfreudigen und universell in der Defensive als Außenläufer, Stopper und Verteidiger einsetzbaren Spieler versah Johannsen mit dem Attribut „eisern“ und Lang galt bald als einer der besten Fußballer Norddeutschlands. Er übte im Verein wie auch in der NFV-Auswahl über Jahre das Amt des Spielführers aus.
Die erfolgreichste Saison erlebte Lang nach dem Weggang von Johannsen zu Holstein Kiel und der Trainerübernahme durch Robert Gebhardt, der in der letzten Johannsen-Saison 1953/54 noch in fünf Spielen für die „Weinroten“ aufgelaufen war, in der Runde 1954/55. Der Rundenstart brachte für den Spielführer der 96er mit seinen Mannschaftskameraden am 22. August 1954 einen 3:1-Heimerfolg im Zollinlandstadion gegen den amtierenden Deutschen Meister Hannover 96. Es folgten drei weitere Erfolge gegen den Bremer SV, VfB Oldenburg und VfL Osnabrück und damit die Tabellenführung mit 8:0 Punkten. Die 0:3-Auswärtsniederlage durch drei Tore des jungen Mittelstürmers Uwe Seeler beim Hamburger SV am fünften Spieltag, brachte zwar Ernüchterung an den „Zolli“, aber es folgte nicht der Absturz in das Mittelfeld der Liga. In der Rückrunde reichte es für Lang und seine Mitspieler vor 13.000 Zuschauern am 17. April 1955 zu einem 2:2-Heimremis gegen den Rekordmeister des Nordens. Mit der besten Abwehr im Norden, nur 38 Gegentore, landeten die 96er auf dem zweiten Platz und zogen als Vizemeister in die Endrunde um die deutsche Fußballmeisterschaft 1955 ein. Der Spielführer hatte in der dritten Runde in Serie wieder einmal alle 30 Rundenspiele bestritten und zwei Tore erzielt. Mit Verteidiger Horst Wagenbreth und Halbstürmer Max König absolvierten noch zwei weitere Spieler alle 30 Ligaspiele der „Weinroten“. Der Hamburger SV wurde mit dem Torverhältnis von 108:41 Treffern Meister, dabei hatten die zwei Torjäger der „Rautenträger“, Günter Schlegel und Uwe Seeler, mit je 28 Toren exakt die Trefferzahl des Vizemeisters Bremerhaven mit 56 Toren erreicht. Heiner Mokroß zeichnete sich mit 19 Treffern auf Seiten von Bremerhaven als bester Torschütze aus.
Vor der eigentlichen Endrunde mussten die Gebhardt-Schützlinge noch ein Qualifikationsspiel gegen den Südwestvize Wormatia Worms am 4. Mai in Düsseldorf bestreiten. Das Spiel endete nach Verlängerung 3:3-Unentschieden. Einen (!) Tag später, am 5. Mai, setzte sich Bremerhaven im Wiederholungsspiel mit einem 3:2-Sieg durch und war damit für die Gruppe II in der Endrunde qualifiziert. Gegner waren Rot-Weiss Essen, Worms und Kickers Offenbach, aber nicht im „Zolli“ im Stadtteil Lehe, durch den DFB bestimmt im Weserstadion in Bremen. In den „auswärtigen“ Heimspielen setzten sich Lang und seine 93er mit 1:0 gegen Worms und 2:0 gegen den Südmeister Kickers Offenbach durch und trotzten dem späteren Deutschen Meister Rot-Weiss Essen – RWE gewann am 26. Juni das Endspiel mit 4:3 gegen den 1. FC Kaiserslautern – vor 15.000 Zuschauern ein 1:1-Remis ab. Torschütze war dabei Spielführer Lang. TuS belegte mit 6:6 Punkten den zweiten Gruppenplatz. Der „eiserne“ Lang hatte alle acht Endrundenspiele bestritten und zwei Tore erzielt.
Zuvor hatte die Gebhardt-Elf bereits in den Spielen um den DFB-Pokal des Jahres 1955 überzeugt. In der ersten Hauptrunde setzte man sich mit einem 5:1-Heimerfolg im „Zolli“ gegen die SpVgg Erkenschwick mit dem jungen Horst Szymaniak durch und am 19. Dezember 1954 gelang ein 3:1-Erfolg gegen den Hamburger SV, wo Lang sich in erster Linie in den Zweikämpfen gegen das junge Halbstürmertalent Klaus Stürmer beweisen musste. Im Viertelfinale beendete der FC Schalke 04 in der heimischen Glückauf-Kampfbahn durch einen 2:0-Sieg den weiteren Weg der „Zolli“-Elf im Pokal.
An die Vizemeisterschaft konnten Lang und Kollegen in den nächsten Runden nicht mehr anschließen, die zwei fünften Ränge 1958 und 1960 wurden die besten Platzierungen. Als unter anderem mit Uwe Klimaschefski, Klaus Niemuth und Siegfried Presche jüngere Spieler nachgerückt waren, bestritt der 35-jährige Rekordspieler am 10. April 1960 beim 1:1-Remis gegen Eintracht Osnabrück sein letztes Oberligaspiel für Bremerhaven 93.
Bei Prüß ist festgehalten, dass Lang vielleicht der beste Spieler überhaupt gewesen sei, der den Dress der „Weinroten“ getragen hätte. Auch seine Beständigkeit wird hervorgehoben und mit dem Beispiel unterstrichen, dass der Außenläufer, Verteidiger und Stopper von April 1952 bis Oktober 1955 nicht ein einziges Punktspiel (die Endrunde eingeschlossen) versäumt habe.

### Auswahlspieler, 1953 bis 1959
Am 10. Oktober 1953 in Dortmund, einen Tag vor dem WM-Qualifikationsspiel der deutschen Fußballnationalmannschaft in Stuttgart gegen das Saarland, debütierte Lang im Repräsentativspiel zwischen Westdeutschland und Norddeutschland im Dress der NFV-Auswahl. Er kam mit Beginn der zweiten Halbzeit für Linksaußen Alfred Beck vom FC St. Pauli in das Spiel. Fritz Laband vom Hamburger SV spielte Verteidiger und Herbert Burdenski war Mittelläufer der Nordauswahl. Heinrich Kwiatkowski, Erich Juskowiak, Felix Gerritzen und Alfred Kelbassa empfahlen sich in der mit 2:0 siegreichen West-Elf vor 30.000 Zuschauern, mit ausgezeichneten Leistungen für das Herberger-Team. Am 22. November 1953 bezwang die Nationalmannschaft in einem weiteren WM-Qualifikationsspiel Norwegen mit 5:1. Einen Tag zuvor, am 21. November ebenfalls in Hamburg, stand der Mann von Bremerhaven in einem Testspiel der NFV-Auswahl gegen die B-Nationalmannschaft auf dem Platz. Vor dem entscheidenden Rückspiel am 28. März 1954 gegen das Saarland, waren am 28. Februar 1954 zwei Repräsentativspiele der Regionalauswahlen Berlin gegen West und Nord gegen Südwest zu Sichtungszwecken für den Bundestrainer angesetzt. In Hamburg spielte Lang vor 35.000 Zuschauern bei der 2:4-Niederlage als rechter Läufer an der Seite von Laband, Jupp Posipal, Erich Haase, Heinz Wozniakowski, Werner Erb, Heinz Spundflasche und Heinz Patzig. Das Südwestteam war um Fritz und Ottmar Walter, Horst Eckel, Werner Kohlmeyer, Heinz Kubsch und Horst Schmutzler gruppiert und Lang lernte insbesondere die Spielkunst von Fritz Walter (Halblinks) kennen. Sepp Herberger gab Anfang März einen 54-köpfigen vorläufigen WM-Kader bekannt. Lang war bei den rechten Läufern neben Eckel, Karl-Heinz Metzner, Michael Pfeiffer, Paul Mebus, Gerhard Bergner und Alfred Brüggen aufgeführt. Am 24. März 1954 debütierte der Mann aus Bremerhaven beim Länderspiel in Gelsenkirchen gegen England in der B-Nationalmannschaft. Bei der 0:4-Niederlage gegen die Profis von der Insel war die Defensive der DFB-Elf mit Torhüter Kwiatkowski, dem Verteidigerpaar Rudolf Deinert und Herbert Erhardt, sowie der Läuferreihe mit Lang, Herbert Schäfer und Gerhard Harpers formiert gewesen. Für den tatsächlichen WM-Kader wurde er aber nicht nominiert.
Vor der Fußballweltmeisterschaft 1958 in Schweden rückte der 93er-Spielführer wieder in das Blickfeld des Bundestrainers. Mitte April 1958 wurde Lang im 40er-Kader des DFB an die FIFA gemeldet. Neben Horst Eckel, Hans Sturm und Karl Borutta wurde er bei den rechten Außenläufern aufgeführt. Am 23. und 29. April wurde er von Herberger in zwei Testspielen eingesetzt. Zuerst in Kassel vor 35.000 Zuschauern in einem Test einer A-Auswahl gegen eine B-Auswahl, welches 1:1-Unentschieden endete. Die Defensive der B-Auswahl formierte sich dabei mit Torhüter Günter Sawitzki, den Verteidigern Walter Zastrau und Leo Konopczynski, sowie der Läuferreihe mit Lang, Rudolf Hoffmann und Hans Weilbächer. Im zweiten Testspiel sechs Tage danach in Essen wurde er in der zweiten Halbzeit für den jungen Karl-Heinz Schnellinger eingewechselt. Das letzte Sichtungsspiel fand mit der B-Nationalmannschaft am 1. Mai 1958 in Luxemburg gegen den Gastgeber statt. Mit Rudolf Hoffmann und Karl Mai bildete Lang bei seinem dritten B-Länderspiel die Läuferreihe. Das Spiel wurde überraschend mit 1:4 verloren und brachte den Teilnehmern keinen Bonus für die Aufnahme in den endgültigen WM-Kader. Lang gehörte dann aber doch dem abschließenden WM-Lehrgang vom 12. bis 24. Mai 1958 in der Sportschule München-Grünwald an, den Herberger mit 25 Teilnehmern durchführte. Durch eine Trainingsverletzung schied er im Rennen um die WM-Plätze aus.
Für die Auswahl des NFV hat der langjährige Spielführer von 1953 bis 1959 elf offizielle Spiele bestritten.

### Trainer
Von 1964/65 bis 1966/67 trainierte der Oberliga-Rekordspieler TuS Bremerhaven in der damaligen Zweitklassigkeit der Fußball-Regionalliga Nord. In der dritten Regionalligasaison, 1965/66, belegte er mit Bremerhaven hinter dem FC St. Pauli, Göttingen 05 und Holstein Kiel den vierten Platz. Zu seinem damaligen Spielerstamm gehörten Torhüter Helmut Fischer und die Feldspieler Heiko Klimaschefski, Adolf Neumann, Heino Hildebrand, Hans-Wilhelm Jacobsen, Reinhard Ringel, Hermann Gehrke, Walter Emler, Joachim Röpert und der 21-fache Torschütze Hermann Pohlmann. Nach seiner Tätigkeit als Regionalligatrainer übernahm er die Amateurmannschaft von TuS 93.

## Weblink
- Spieler A–Z (Spundflasche), aufgesucht am 17. März 2020

| Personendaten    | Personendaten            |
| ---------------- | ------------------------ |
| NAME             | Lang, Werner             |
| KURZBESCHREIBUNG | deutscher Fußballspieler |
| GEBURTSDATUM     | 12. August 1924          |
| STERBEDATUM      | 17. März 1999            |